# آبشار نره‌گر
آبشار نره گر

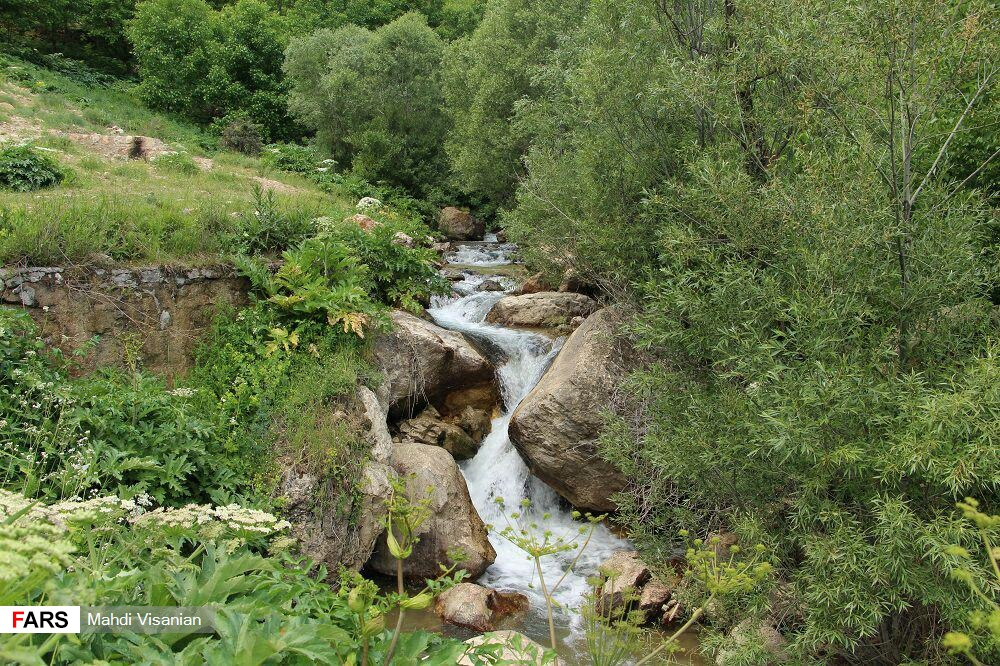
آبشار نره‌گر

در روستای اسبو، در ۳۰ کیلومتری شمال جنوب شرقی خلخال استان اردبیل واقع شده‌است. این آبشار در ارتفاع ۱۹۰۰ متری از سطح آبهای آزاد قرار دارد. وجود درختان انبوه گردو در این منطقه به وضوح دیده می‌شود. چمنزارها و گل‌هایی که در این منطقه قرار دارند، از جاذبه‌های منطقه محسوب می‌شوند.
پس از گذر از داخل روستا و طی مسیری در حدود ۲ کیلومتر به صورت پیاده، آبشار نمایان می‌گردد. منبع آب این آبشار از برف زمستانی باریده شده بر فراز کوه‌های که این آبشار در دامنه آن جریان دارد تأمین می‌شود. فاصلهٔ این ابشار از روستای اسبو بیش از سه کیلومتر می‌باشد. همچنین، در پایین دست ابشار نره گر چشمه‌ای بنام تبه گیره خانی وجود دارد. این چشمه آب اشامیدنی روستای اسبو را نیز تامین می کند. این چشمه علاوه بر آب روستا برای ابیاری باغات روستا نیز استفاده می شود. بالاتر از این چشمه به سمت نره گر، چشمه جوشانی به نام پگله خانی وجود دارد که در سال‌های پر بارش در اواسط اردیبهشت به مدت حدود یک ماه در زمین می‌جوشد و در سایر فصل‌های سال خشک می‌باشد.